# 蓮花院 (加須市)
蓮花院（れんげいん）は、埼玉県加須市にある真言宗智山派の寺院。

## 歴史
創建年代は不明である。ただ1673年（延宝元年）寂の法印元栄が開山していることから、それよりも少し前に創建されたものと推測される。その後、享保年間（1716年 - 1736年）に法印尊亮によって中興された。
境内には、地蔵堂がある。内部には1723年（享保8年）に作られた地蔵菩薩像が安置されており、その周りには大小さまざまな地蔵像が置かれている。多くの信徒が参詣に訪れており、参道には市が立つほどの賑わいを見せていたという。

## 交通アクセス
- 路線バス豊野コミュニティセンター停留所より徒歩24分。